# Listă de scriitori japonezi

## Literatura clasică
Sei Shonagon (c. ~ 966 - c. 10??): Însemnări de căpătâi
Murasaki Shikibu (c. 973 - c. 1025): Povestea lui Genji

## Literatura medievală
Povestea lui Heike (1371)

## Literatura pre-modernă
Ihara Saikaku (1642 – 1693)
Matsuo Basho (1644 - 1694)
Ueda Akinari (1734 - 1809)
Santo Kyoden (1761 - 1816)
Juppensha Ikku (1765 - 1831)
Kyokutei Bakin (1767 - 1858)

## Literatura modernă și contemporană
Mori Ōgai (1862 - 1922)
Kōyō Ozaki (1867 - 1903)
Natsume Soseki (1867 - 1916)
Kyōka Izumi (1873 - 1939)
Naoya Shiga (1883 - 1971)
Tanizaki Junichirō (1886 - 1965)
Akutagawa Ryunosuke (1892 - 1927)
Eiji Yoshikawa (1892 - 1962)
Kawabata Yasunari (1899 - 1972)
Dazai Osamu (1909 - 1948)
Endō Shūsaku (1923 - 1996)
Yasushi Inoue (1907 - 1991)
Abe Kobo (1924 - 1993)
Yukio Mishima (1925 - 1970)
Oe Kenzaburo (n. 1935)
Murakami Haruki (n. 1949)
Murakami Ryu (n. 1952)
Takashi Matsuoka (n. 1947)
Banana Yoshimoto (n. 1964)
Kazuo Inamori (n. 1932)

## A
- Abe Jōji
- Abe Kobo (1924 - 1993)
- Abe Kazushige
- Aeba Koson (1855 - 1922)
- Akae Baku
- Aki Fuyuhiko
- Akutagawa Ryunosuke (1892 - 1927)
- Anzai Azami
- Aoyama Tomoki
- Arai Man
- Arashiyama Kozaburo
- Arishima Takeo (1878 - 1923)
- Asada Jiro
- Asada Tetsuya
- Asagiri Yoshimi
- Ashida Enosuke (1873 - 1951)
- Atsumi Jouji
- Awashima Kangetsu (1859 - 1926)
- Ariyoshi Sawako

## B
- Baba Kocho (1869 - 1940)
- Ban Masaomi (1855 - 1931)
- Bessho Umenosuke (1871 - 1945)
- Betsuyaku Minoru
- Bouda Kazuma (1902 - 1942)

## C
- Chiba Kameo (1878 - 1935)
- Chikamatsu Shuko (1876 - 1944)
- Chikamatsu Monzaemon (1653 - 1724)
- Chino Masako (1880 - 1946)
- Chino Shosho (1883 - 1946)
- Chiri Yukie (1903 - 1922)
- Chiyo-ni (cunoscut drept  Kaga no Chiyo) (1703 - 1775)

## D
- Dazai Osamu (1909 - 1948)
- Dan Kazuo

## E
- Ebisawa Yasuhisa
- Edogawa Rampo ( 1894 - 1965)
- Eiji Yoshikawa
- Ekuni Kaori (1964 - )
- Emi Suiin (1869 - 1934)
- Enchi Fumiko
- Enomoto Haryu (1866 - 1916)
- Endo Shusaku (1923 - 1996)
- Eto Jun

## F
- Fujieda Shizuo
- Fujioka Sakutaro (1870 - 1910)
- Fujisawa Shuhei
- Fukuda Eiko (1865 - 1927)
- Fukumoto Nichinan (1857 - 1921)
- Fukuzawa Yukichi (1834 - 1901)
- Futabatei Shimei (1864 - 1909)

## G
- Emperor Go-Toba,
- Goto Asataro (1881 - 1945)
- Goto Chugai (1866 - 1938)
- Goto Akio
- Gotoba Joko

## H
- Hagiwara Sakutaro (1886 - 1942)
- Haniya Yutaka
- Hara Takashi (1856 - 1921)
- Hara Tamiki (1905 - 1951)
- Haruki Murakami
- Hasegawa Shigure (1879 - 1941)
- Hasegawa Shuhei (1955 - 1955)
- Hashimoto Osamu
- Hashimoto Shinkichi (1882 - 1945)
- Hayama Yoshiki (1894 - 1945)
- Hayami Yuji (n. 1961)
- Hayashi Fumiko (1903 sau 1904 - 1951)
- Higuchi Ichiyo (1872 - 1896)
- Hinatsu Konosuke
- Hino Ashihei
- Hirai Kazumasa
- Hiraide Shu (1878 - 1914)
- Hiraiwa Yumie
- Hirotsu Ryuro (1861 - 1928)
- Hisao Juran (1902 - 1957)
- Hojo Hideji (1902 - 1996)
- Hori Tatsuo (1904 - 1953)
- Hoshi Shinichi
- Hozumi Shigeto (1883 - 1951)

## I
- Ibuse Masuji
- Ihara Saikaku (1642-1693)
- Ikenami Shotaro
- Ikezawa Natsuki
- Ikkyu
- Inaba Minoru
- Inagaki Manjiro
- Inagaki Taruho
- Inoue Hisashi
- Inoue Yasushi
- Irokawa Takehiro
- Isayama Yotaro
- Ishibashi Ningetsu (1865 - 1926)
- Ishigaki Rin
- Ishihara Shintaro
- Ishikawa Jun
- Ishikawa Takuboku (1886 - 1912)
- Ishizuka Tomoji (1906 - 1986)
- Ito Noe (1895 - 1923)
- Ito Sachio (1864 - 1913)
- Ito Sei
- Ito Seiko
- Itoyama Akiko
- Itsuki Hiroyuki
- Iwano Homei (1873 - 1920)
- Iwaya Sazanami (1870 - 1933)
- Izumi Kyoka (1873 - 1939)
- Izumi Shikibu (978?-1034?)

## J
- Jien (1155-1225)
- Jiro Nitta
- Juichiya Gisaburo (1897 - 1937)

## K
- Kaiko Takeshi
- Kaionji Chogoro
- Kajii Motojiro (1901 - 1932)
- Kakinomoto no Hitomaro (c. 662 - 710)
- Kamo no Chomei (1155 - 1216)
- Kanagaki Robun (1829 - 1894)
- Kanai Mieko
- Kanbara Ariake (1876 - 1952)
- Kaneko Misuzu (1903 - 1930)
- Kaneko Mitsuharu
- Kara Juro
- Karai Senryu (1718 - 1790)
- Kataoka Yoshio
- Katayama Kyoichi
- Kawabata Yasunari  (1899 - 1972)
- Kawahigashi Hekigoto (1873 - 1937)
- Kawai Sora
- Kawakami Hiromi (n. 1958)
- Kawatake Mokuami (1816 - 1893)
- Kikuchi Kan (1888 - 1948)
- Ki no Tsurayuki (870 - 945)
- Kinoshita Mokutaro (1885 - 1945)
- Kita Morio
- Kitahara Hakushu (1885 - 1942)
- Kitakata Kenzo
- Kitamura Kaoru
- Kitamura Tokoku (1868 - 1894)
- Kobayashi Issa
- Kobayashi Takiji (1903 - 1933)
- Koda Aya
- Koda Rohan (1867 - 1947)
- Koizumi Yakumo (1850 - 1904)
- Komatsu Sakyo
- Kubota Mantaro
- Kunieda Shiro (1887 - 1943)
- Kunikida Doppo (1871 - 1908)
- Kuramoto So
- Kurimoto Kaoru
- Kuroda Seiki (1866 - 1924)
- Kuroiwa Ruiko (1862 - 1920)
- Kusano Shimpei (n.1903)
- Kyogoku Natsuhiko
- Kyokutei Bakin

## M
- Maruya Saiichi
- Maruyama Kenji
- Masaoka Shiki (1867 - 1902)
- Matsuo Basho (1644 - 1694): haiku
- Matsumoto Seicho (1909 - 1992)
- Matsunaga Enzo (1895 - 1938)
- Minakata Kumagusu (1867 - 1941)
- Mishima Sosen (1876 - 1934)
- Mishima Yukio (1925 - 1970)
- Miyabe Miyuki (n. 1960)
- Miyamoto Teru
- Miyamoto Yuriko (1899 - 1951)
- Miyazawa Kenji (1896 - 1933)
- Mori Ogai (1862 - 1922)
- Motoori Norinaga (1730 - 1801)
- Mukai Kyorai (1651 - 1704): haiku
- Mukoda Kuniko (1929 - 1981)
- Murakami Haruki (n. 1949)
- Murakami Ryu (n. 1952)
- Murasaki Shikibu (cca.973 - cca.1025):  Genji Monogatari
- Mushanokōji Saneatsu (1885 - 1976).

## N
- Nagai Kafu (1879 - 1959)
- Nagatsuka Takashi (1879 - 1915)
- Naito Konan (1866 - 1934)
- Nakagami Kenji
- Nakahara Chuya (1907 - 1937)
- Nakajima Atsushi (1909 - 1942)
- Nakamura Kusatao
- Nakazato Kaizan (1885 - 1944)
- Nanbu Shutaro (1892 - 1936)
- Naoki Sanjugo (1891 - 1934)
- Natsume Soseki (1867 - 1916)
- Niimi Nankichi (1913 - 1943)
- Nishimura Kyotaro
- Nishiwaki Junzaburo
- Nitta Jiro
- Noda Hideki
- Noguchi Ujo (1882 - 1945)
- Nosaka Akiyuki

## O
- Oda Sakunosuke (1913–1947)
- Oe Kenzaburo (n. 1935)
- Oguma Hideo (1901–1940)
- Oguri Mushitaro (1901–1946)
- Ohara Mariko
- Okakura Tenshin (1862–1913)
- Okamoto Kanoko (1889–1939)
- Okamoto Kido (1872–1939)
- Okuizumi Hikaru
- Ono no Komachi (c.825–c.900)
- Ooka Makoto
- Ooka Shohei (1909–1988)
- Orikuchi Shinobu (1887–1953)
- Osada Hiroshi
- Osanai Kaoru (1881–1928)
- Oshikawa Shunro (1876–1914)
- Otomo no Yakamochi (c. 718-785)
- Ozaki Hosai (1885–1926)
- Ozaki Koyo (1867–1903)

## R
- Ran Ikujiro (1913 - 1944)
- Renjo Mikihiko
- Ryokan (1758-1831)

## S
- Sagisawa Megumu
- Saigyo
- Saito Mokichi (1882 - 1953)
- Saito Ryokuu (1867 - 1904)
- Sasaki Mitsuzo (1896 - 1934)
- Sasaki Naojiro (1901 - 1943)
- Sei Shonagon
- Seto Uchi Jakucho
- Shiba Ryotaro
- Shiga Naoya (1883 - 1971)
- Shiina Makoto
- Shimada Masahiko
- Shimada Soji
- Shimaki Kensaku (1903 - 1945)
- Shimamura Hogetsu (1871 - 1918)
- Shimao Toshio
- Shimizu Rinzo (1950 - 1950)
- Shimizu Satomu (vezi Yamamoto Shugoro)
- Shimizu Tetsuo (1938 - 1938)
- Shimizu Yoshinori (n. 1947)
- Shinida Setsuko
- Shiono Nanami
- Shiraki Shizu (1895 - 1918)
- Shishi Bunroku (1893- 1969)
- Shono Yoriko
- Suematsu Kencho
- Susukida Kyukin (1877 - 1945)
- Suzuki Koji
- Suzuki Miekichi (1882 - 1936)
- Suzuki Shiroyasu (1935 - 1935)

## T
- Tachihara Masaaki (1926 - 1980)
- Tachihara Michizo (1914 - 1939)
- Takahashi Gen'ichiro
- Takahashi Katsuhiko
- Takahama Kyoshi
- Takano Atsushi (1963 - 1963)
- Takano Tsugi (1890 - 1943)
- Takayama Chogyu (1871 - 1902)
- Tamiya Maya
- Tamura Ryuichi
- Tanaka Hidemitsu (1913 - 1949)
- Tanaka Yoshiki
- Taneda Santoka (1882 - 1940)
- Tanikawa Shuntaro
- Tanizaki Junichiro (1886-1965)
- Tawada Yoko
- Tawara Machi (n. 1962)
- Tayama Katai (1872 - 1930)
- Terada Torahiko (1878 - 1935)
- Terayama Shuji
- Tokai Sanshi (1852 - 1922)
- Tokuda Shusei (1871 - 1943)
- Tokunaga Shinichi (n. 1973)
- Tokutomi Roka (1868 - 1927)
- Tomioka Makoto (1897 - 1926)
- Tsubouchi Shoyo (1859 - 1935)
- Tsuji Jun (1884 - 1944)
- Tsuka Kohei
- Tsunashima Ryosen (1873 - 1907)
- Tsutsui Yasutaka

## U
- Uchida Hyakken (1889 - 1971)
- Uchida Roan (1868 - 1929)
- Uchimura Kanzo (1861 - 1930)
- Udaka Shin'ichi (1886 - 1943)
- Ueda Akinari (1734 - 1809)
- Ueda Ayumu
- Ueda Makoto
- Uemura Shoen (1875 - 1949)
- Unno Juza (1897 - 1949)
- Usui Yuji
- Utsumi Ryuichiro

## W
- Wakasugi Toriko (1892 - 1937)
- Wakayama Bokusui (1885 - 1928)
- Watanabe Junichi
- Watanabe On (1902 - 1930)